# لي جاي-مين
لي جاي-مين (هانغل: 이재민) هو لاعب كرة قدم كوري جنوبي في مركز الهجوم، ولد في 29 مايو 1987 في بتشون في كوريا الجنوبية. لعب مع إف سي بانكوك وفيسيل كوبه.

## وصلات خارجية
- لي جاي-مين على موقع رابطة كرة القدم اليابانية للمحترفين (اليابانية)
- لي جاي-مين على موقع قاعدة بيانات كرة القدم.إي يو (الإنجليزية)
- لي جاي-مين على موقع Soccerway.com (الإنجليزية)